# 파요카카무이
파요카카무이(パヨカカムイ)는 아이누 신앙에 등장하는 역병의 신(카무이)이다. 아이누 신에는 나쁜 신이 별로 없는데
드물게 사람들에게 질병을 퍼트리는 나쁜 신이다. 마마(천연두)등 전염병을 다루는 신으로, 모습을 감추고 몰래 활을 쏘아 화살이 공기를 가르는 소리를 듣는 사람에게 역병이 옮는다고 한다.
다음과 같은 이야기가 전한다.
아이누가 사는 마을 구석지에 가난한 아이누 가족이 살고 있었다. 일가의 가장인 사내는 사냥에 서툴렀지만, 이야기꾼으로 유카르는 매우 잘 읊었다. 어느날 밤에 아이들에게 이야기를 들려주다가, 바깥에 파요카카무이가 와 있는 걸 알고는 액막음을 위해 파요카카무이에게 예물을 주었다. 그러자 파요카카무이는 사내의 꿈결에 나타나 재미있는 이야기와 예물에 대한 답례로 역병을 피하는 법을 가르쳐주었다. 다음날 사내가 마을 촌장에게 들은 이야기를 전해주자, 촌장이 기뻐하여 마을사람들이 여기에 따르자, 역병에 걸리는 일없이 행복하게 살았다고 한다.
또 이 파요카카무이와 인간 사이에는 카슨테라는 신마인(神魔人)이 태어났다. 카슨테는 죽여도죽여도 되살아나는 
무서운 존재였으나, 앗케시(땅이름)에 사는 아이누들이 윗턱과 아랫턱을 찢어버리자, 다시 되살아나는 일이 없었다고 한다. 하지만, 카슨테를 죽인 아이누들은 나중에 역병에 걸려 모두 죽었으며, 마을에도 해일이 덮쳐와 많은 주민이 죽었다. 해일과 역병은 카슨테를 죽인데 대한 카슨테의 저주(타타리)라고 생각되었다.

## 참고 문헌
- 村上健司編著 『妖怪事典』 毎日新聞社,2000年,267-268頁. ISBN 978-4-6203-1428-0
- 山北篤・佐藤俊之監修 『悪魔事典』 新紀元社〈Truth In Fantasy〉,2000年,232-233頁.ISBN 978-4-88317-353-2